# Estadens
Estadens település Franciaországban, Haute-Garonne megyében. Lakosainak száma 526 fő (2022. január 1.). Estadens Ganties, Aspet, Chein-Dessus, Couret, Montastruc-de-Salies, Rouède és Soueich községekkel határos.

## Népesség
A település népességének változása:
| Lakosok száma | 426  | 303  | 425  | 478  | 523  | 528  | 528  | 538  | 534  | 526  |
|               | 1968 | 1982 | 1990 | 2006 | 2013 | 2015 | 2017 | 2019 | 2020 | 2022 |